# 경주 김유신묘
김유신묘(金庾信墓)는 현재 대한민국 경상북도 경주시 충효동에 있는 옥녀봉 동쪽 능선 한가운데에 위치한 남북국 시대 신라의 고분으로, 신라의 장군이자 재상이었던 김유신의 무덤으로 전하고 있다. 김유신묘가 위치한 지점의 행정구역상 명칭은 경상북도 경주시 충효동 산 7-10번지. 송화산 옥녀봉에서 동쪽으로 뻗어내린 능선상 가운데에 위치해 있다. 
1963년 사적 제21호로 지정되었다.

## 개요

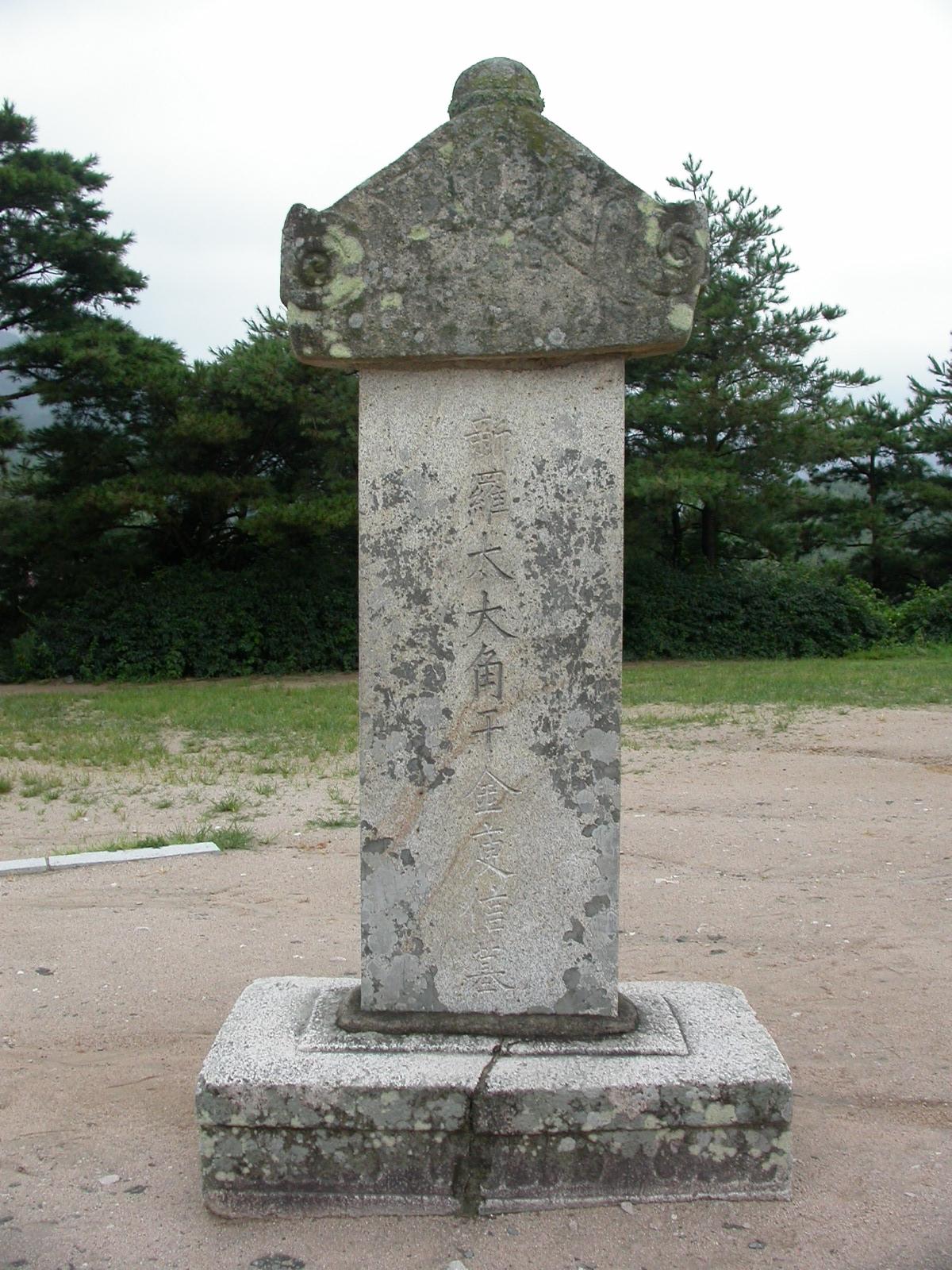
김유신묘 비석

신라에 투항한 금관가야 왕족의 후손인 김유신은 김춘추(후의 태종무열왕)와 혈연 관계를 맺어 정치적 발판을 마련하고, 백제와의 여러 차례에 걸친 전투에서 그리고 비담의 난과 같은 신라의 왕위계승을 둘러싼 내란에서 큰 공을 세웠다. 이후 백제와 고구려를 차례대로 멸망시키고 당(唐)의 침략을 막을 계책을 조언하며 국정을 돕는 등 당대 신라의 중요한 공신이 되었다. 그가 죽었을 때 문무왕이 예를 갖추어 장례를 치르고 그의 공덕을 기리는 비를 세웠으며, 흥덕왕(興德王)은 그를 흥무대왕(興武大王)으로 받들었다.
무덤은 능선상의 완만한 경사를 깎아 평지를 마련한 곳에 조영했는데, 신라의 역대 왕릉 가운데 가장 넓은 부지를 차지하고 있다. 직경 15.8m에 높이는 5.6m이고, 묘제는 횡혈식 석실분에 해당한다. 봉분 자락에는 면석과 탱석(각각 24개씩)을 사용한 호석 구조를 하고 회랑을 따라 난간석(38개)를 두르고 회랑에는 박석을 깔았다. 탱석에는 십이지신상(十二支神像)이 부조되어 8세기 후반에서 9세기 전반에 이르는 기간 동안 조영된 전형적인 신라 왕릉의 형식을 갖추고 있는 것으로 평가된다. 십이지신상의 각각은 평복에 무기를 잡고, 헌덕왕릉이나 황복사터 금당지에서 나온 십이지신상과 마찬가지로 고개를 돌리고 있는데, 성덕왕릉이나 원성왕릉의 것과 같은 석사자상이나 석인상 같은 것은 배치되어 있지 않다. 
김유신묘 동남쪽에는 1970년경 복원한 상석이 있으며, 서남쪽에는 조선 숙종 36년에 당시의 경주부윤이었던 남지훈이 세운 '신라태대각간김유신묘(新羅太大角干金庾信墓)'라고 새긴 묘표가 있다.
일제 시대에 무덤 옆에 석인상을 세워 그것이 1960년대 이전까지 존재했으나 1970년대를 전후하여 철거되었다.

## 비정 문제

전김인문묘 옆에 위치한 귀부

통설과는 달리 이 무덤이 실제 김유신의 무덤이 아닐 수도 있다는 주장은 이미 일제시대 일본 학자들에 의해 제기된 바가 있다. 해방 뒤에는 사학자 이병도가 최초로 〈전(傳)김유신묘고(考)〉(1968년)를 발표하여, 신라 중고기 왕릉의 호석 구조 및 문헌 자료에 대한 이해를 바탕으로 세간에 김유신의 묘라고 알려진 바와는 달리 이 무덤은 사실 신라 신무왕(神武王)의 무덤이며, 태종무열왕릉 옆의 전(傳)김인문묘(속칭 각간묘角干墓)가 진정한 김유신의 무덤이라고 주장하였다. 그 뒤 역사학자이자 전 경주대학교 문화재학과 교수였던 故 이근직(1962~2011)이 이병도설을 보강하여 정리한 학설이 《신라왕릉연구》(2011년)라는 이름으로 발간되었다.
이병도ㆍ이근직 등의 논거 가운데 주요한 것은 김유신묘라고 알려진 이 묘의 봉분에 두른 둘레돌과 십이지신상 등의 배치 양식이 김유신과 같은 시대를 살았던 태종 무열왕의 묘와 판이하며 김유신 사후 1백년이 지난 8세기 성덕왕릉 이후에야 성립된 것이라는 점과, 김유신이 흥덕왕으로부터 흥무대왕으로 추봉되기는 했지만 굳이 다른 추봉된 대왕들의 무덤을 흥덕왕 당시의 양식으로 개수하지 않고 내버려둔 채 굳이 김유신의 무덤만을 개수할 필요가 없다는 점으로, 이 무덤은 김유신의 무덤이 아니라 신라 신무왕(또는 경덕왕)의 무덤 즉 왕릉이 분명하다는 것이다.
이러한 이병도의 주장에 대해 김상기가 반각하였는데, 문무왕 13년(673년) 무덤을 처음 쓸 당시에는 무열왕릉과 같이 별도의 둘레장식이 없는 무덤이었으나 사후 그가 흥무대왕으로 모셔지게 되면서(흥무대왕의 추봉 시기에는 여러 설이 있으나 대체로 흥덕왕 직후로 보는 것이 대부분의 설이며, 혜공왕 때의 일로 보는 설도 있다) 무덤이 당시의 왕릉의 묘제에 따라 개수되었다는 것이다.

## 사진

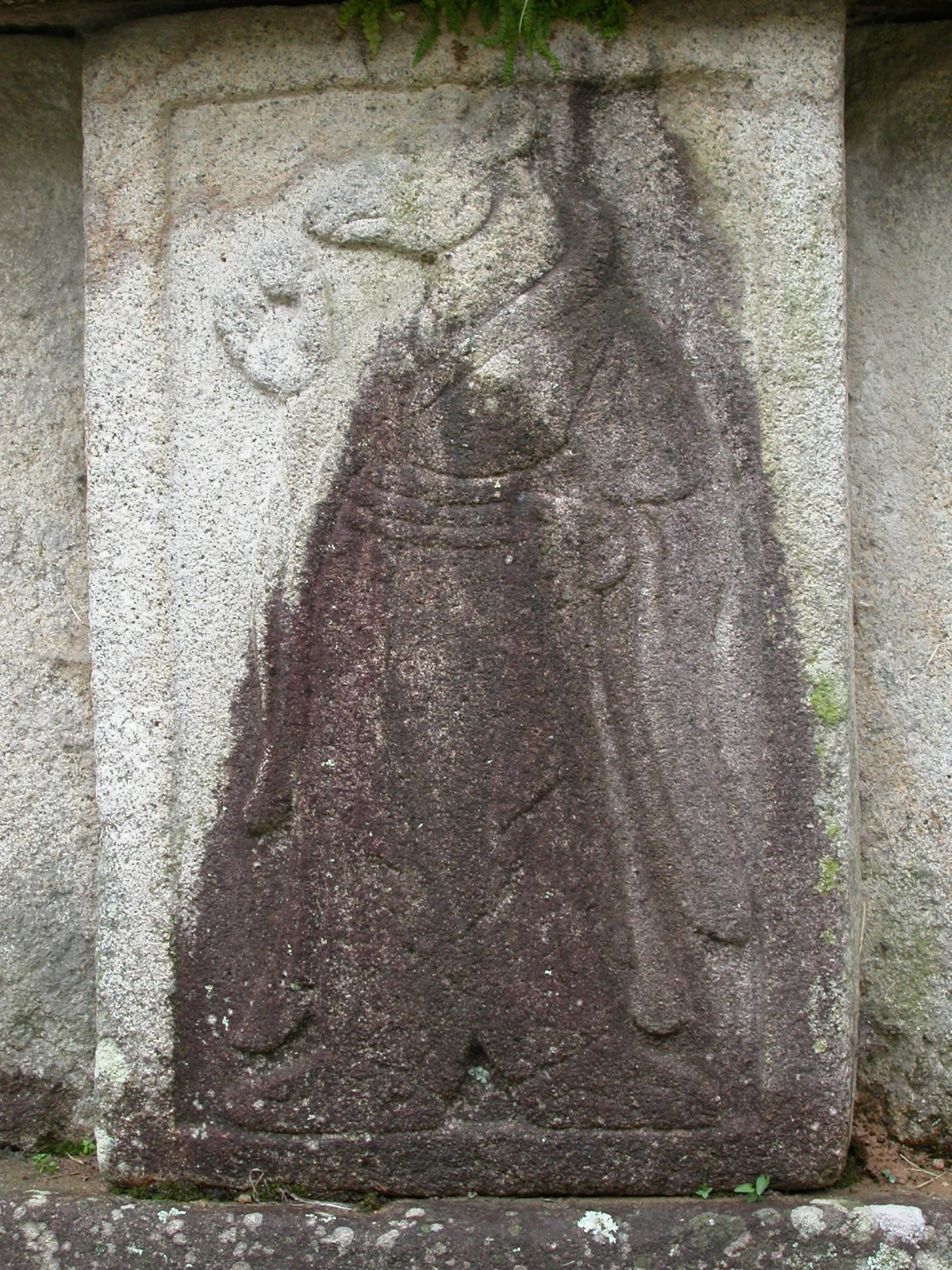
십이지신상 (쥐)
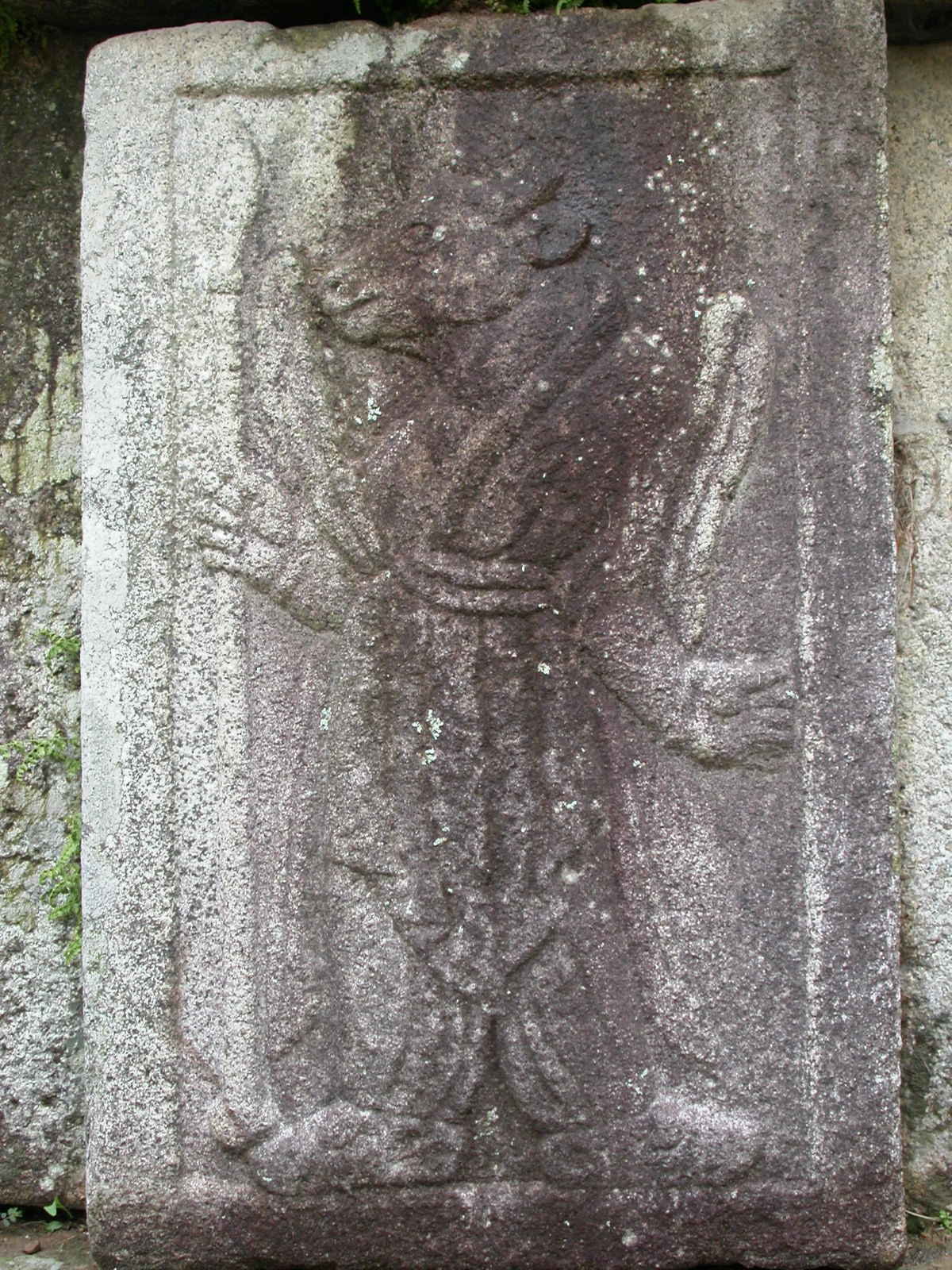
십이지신상 (소)
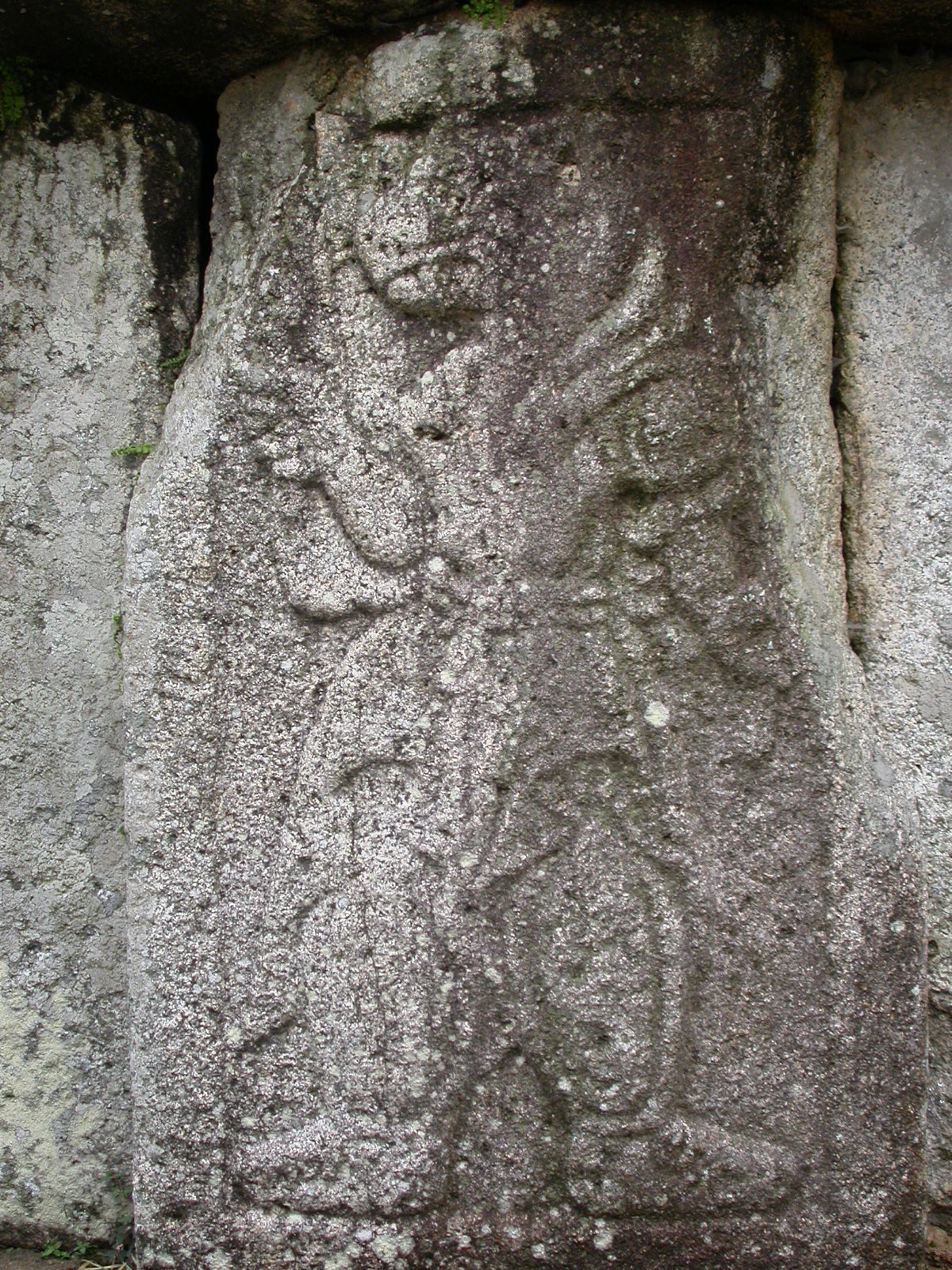
십이지신상 (호랑이)
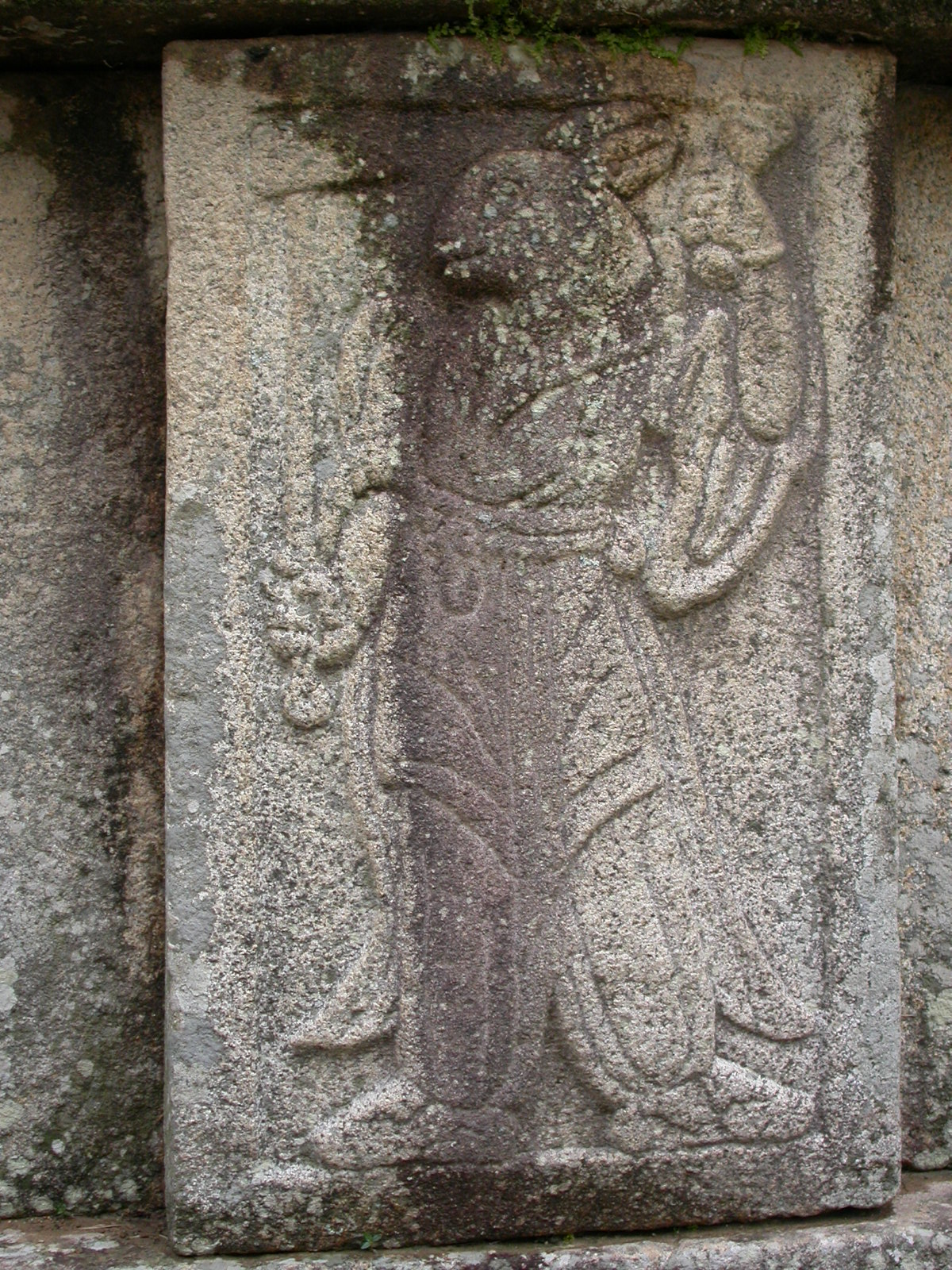
십이지신상 (토끼)
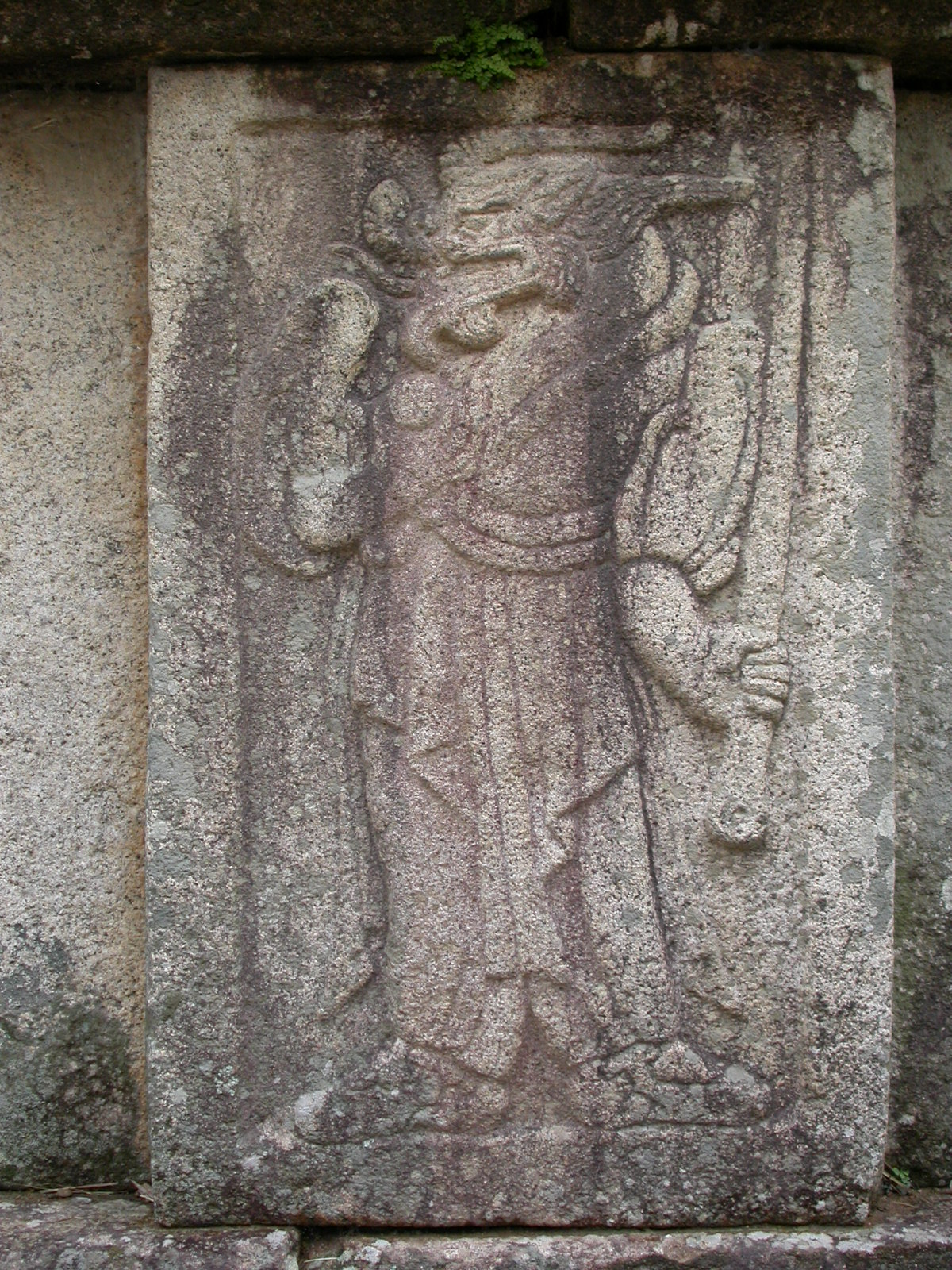
십이지신상 (용)
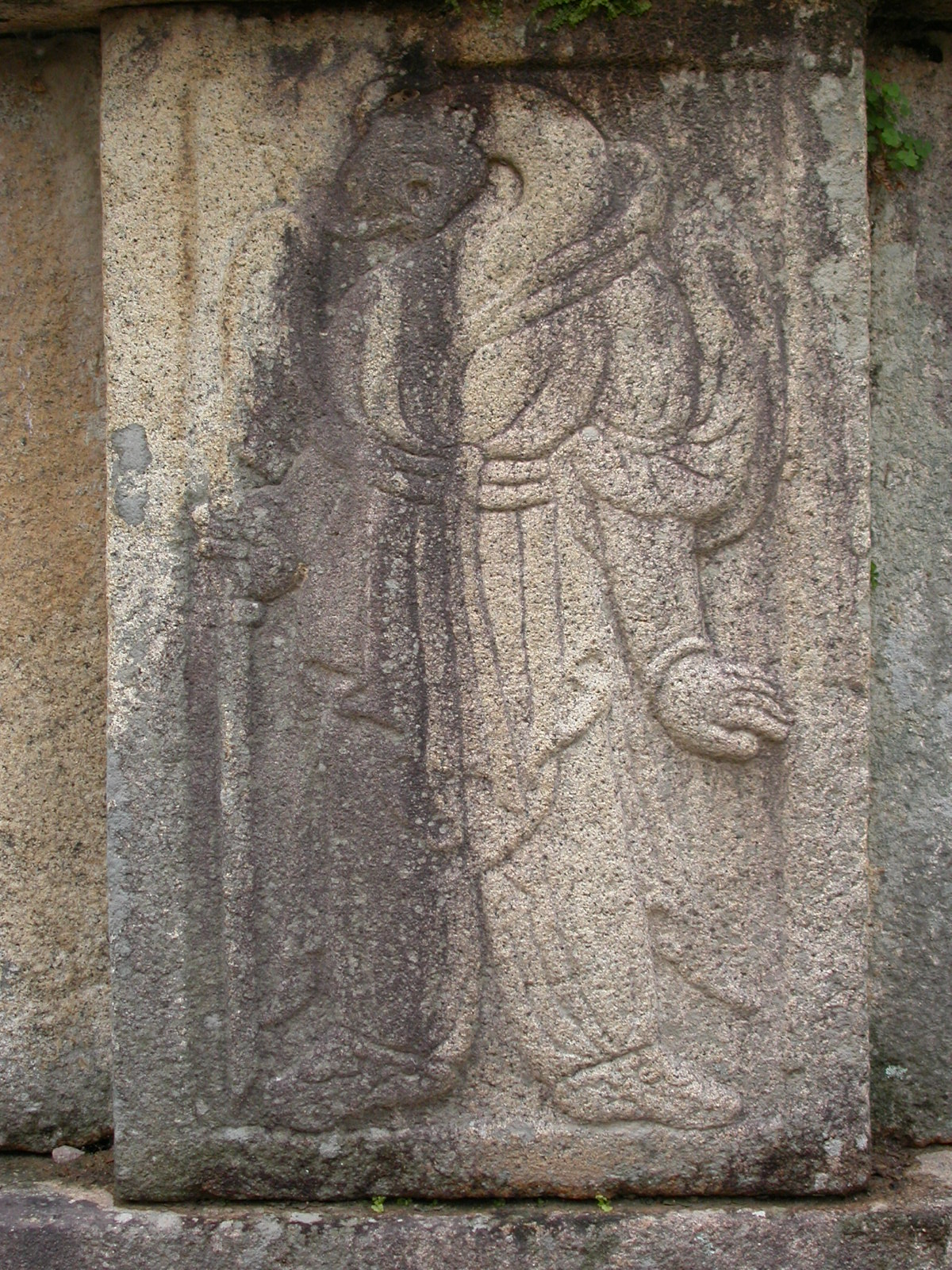
십이지신상 (뱀)
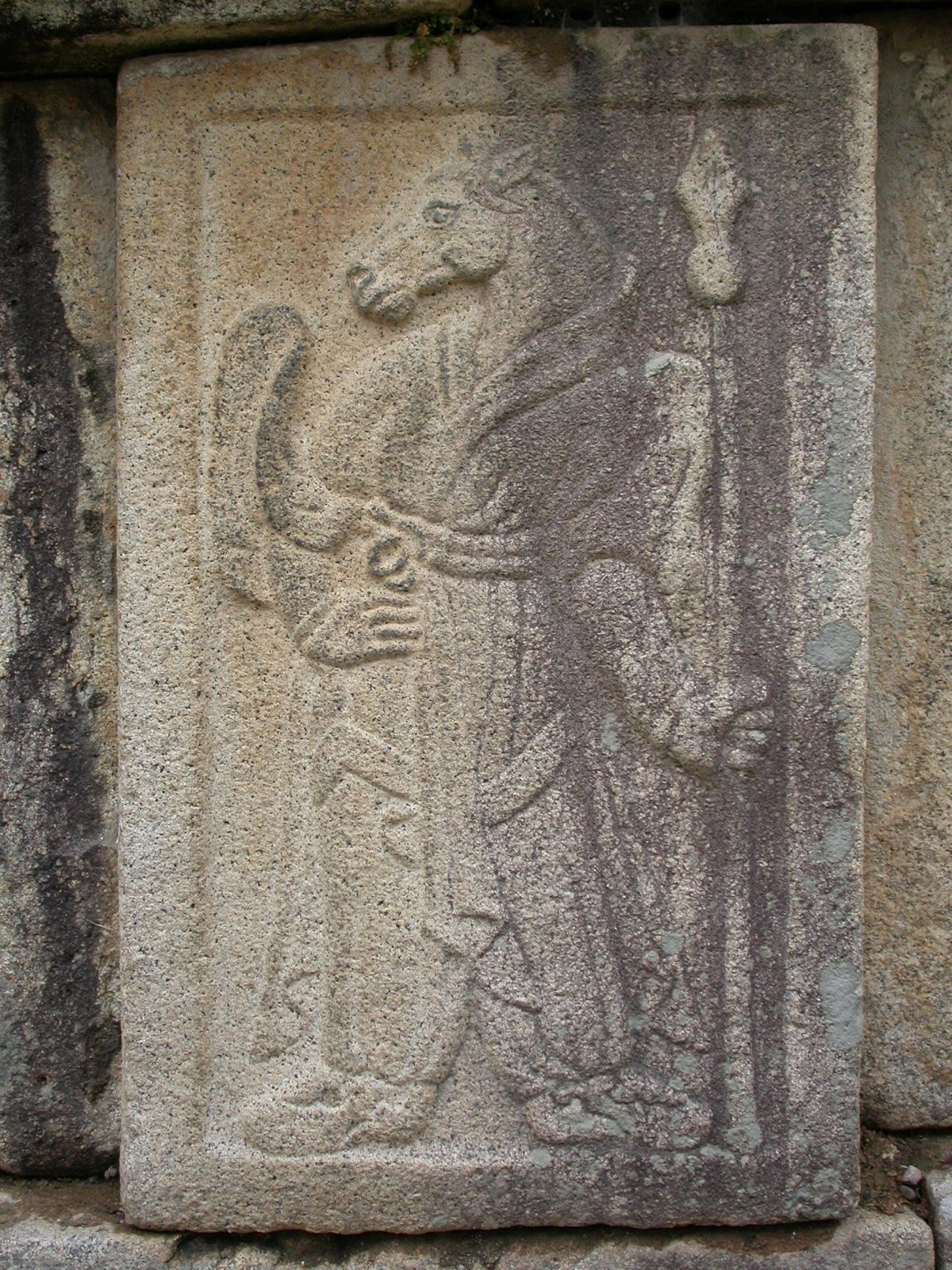
십이지신상 (말)
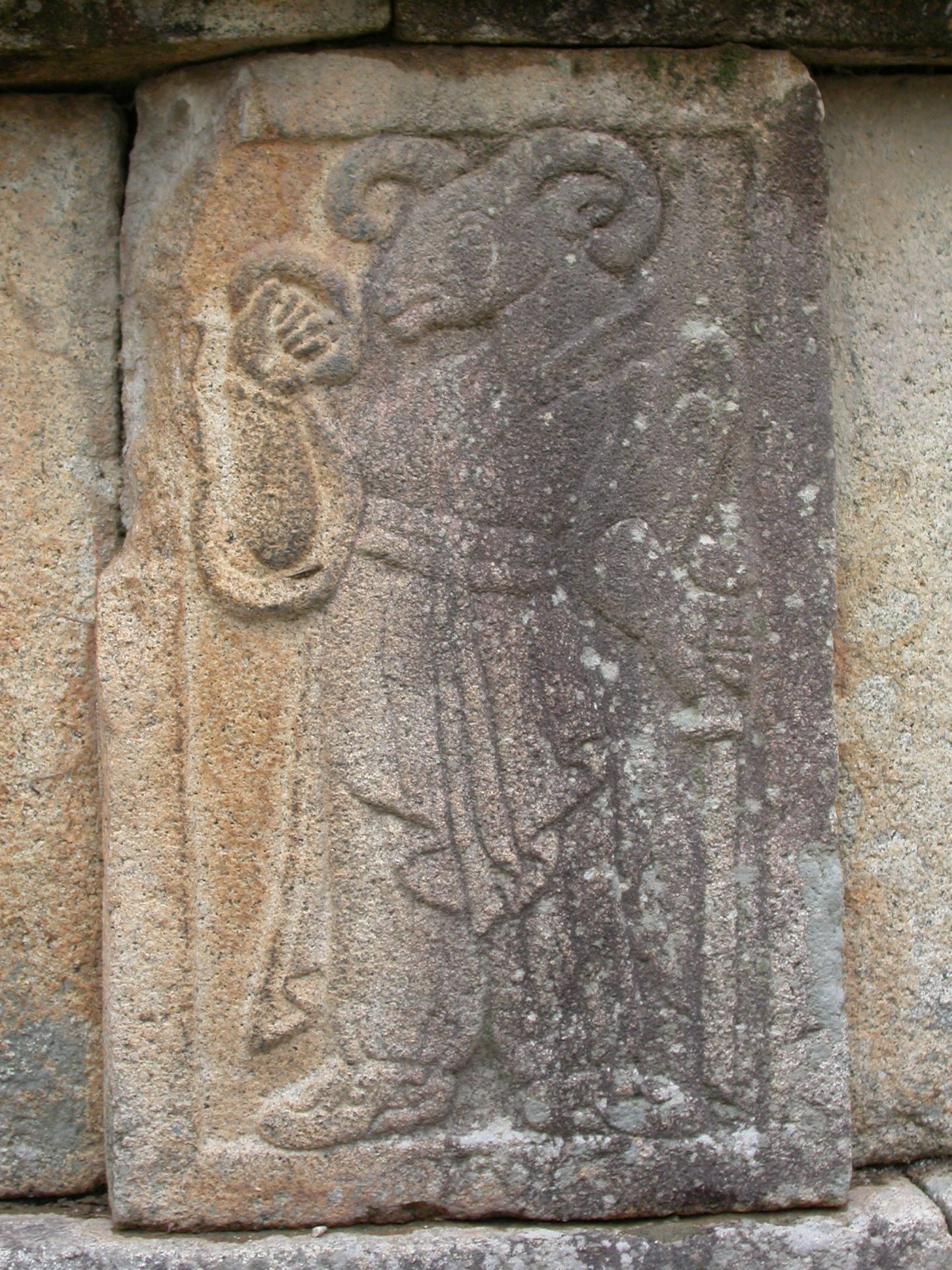
십이지신상 (양)
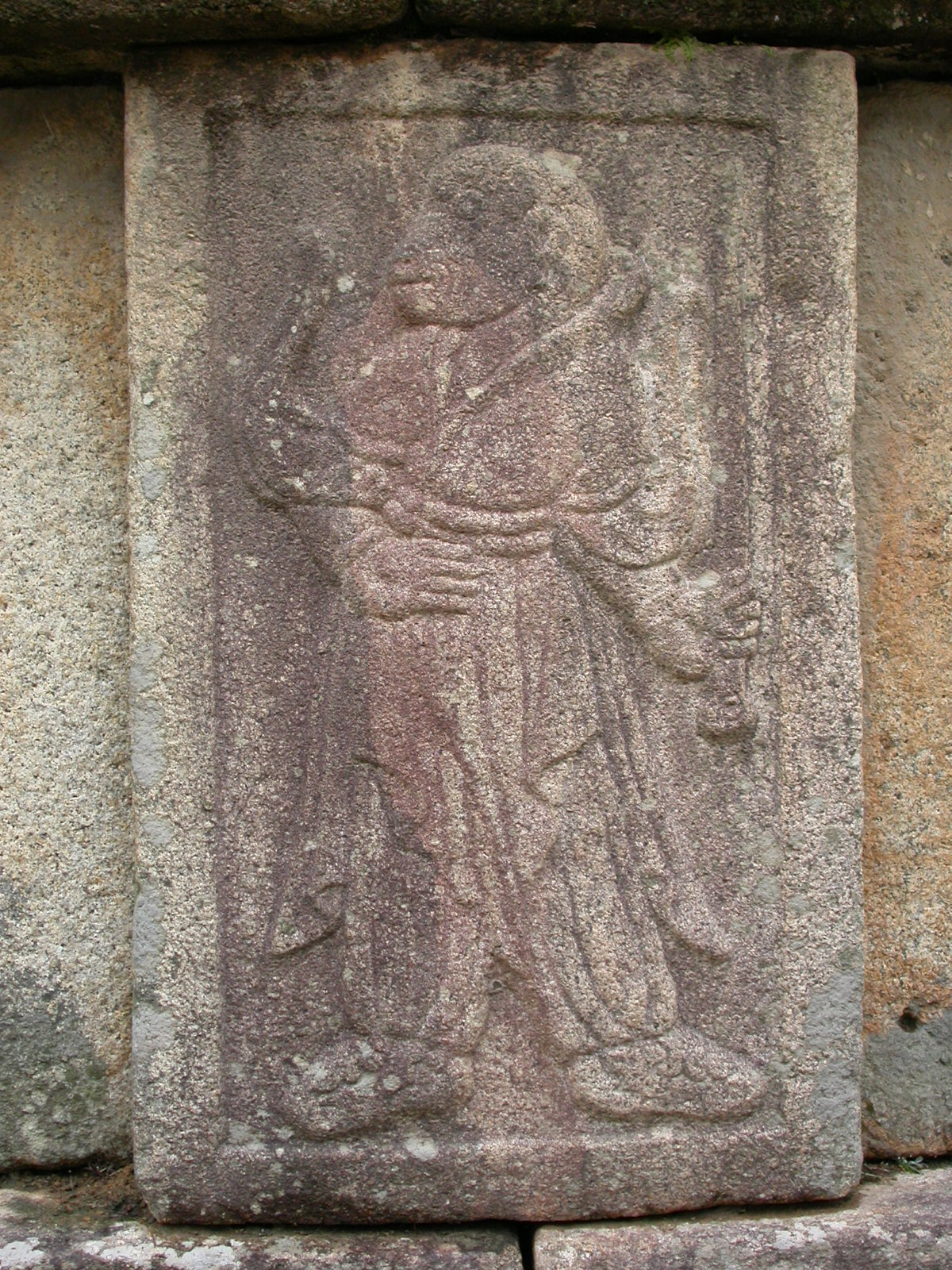
십이지신상 (원숭이)
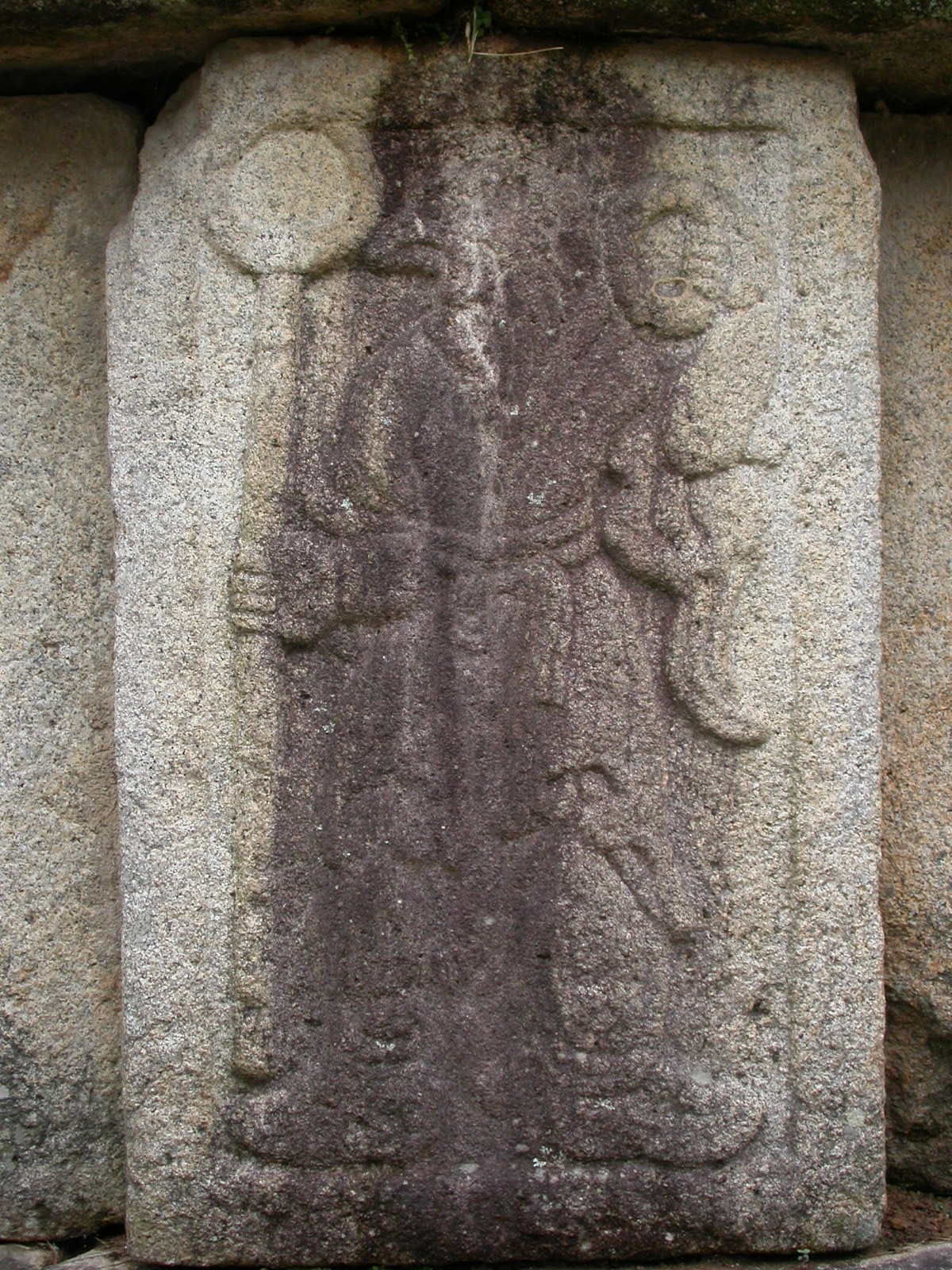
십이지신상 (닭)
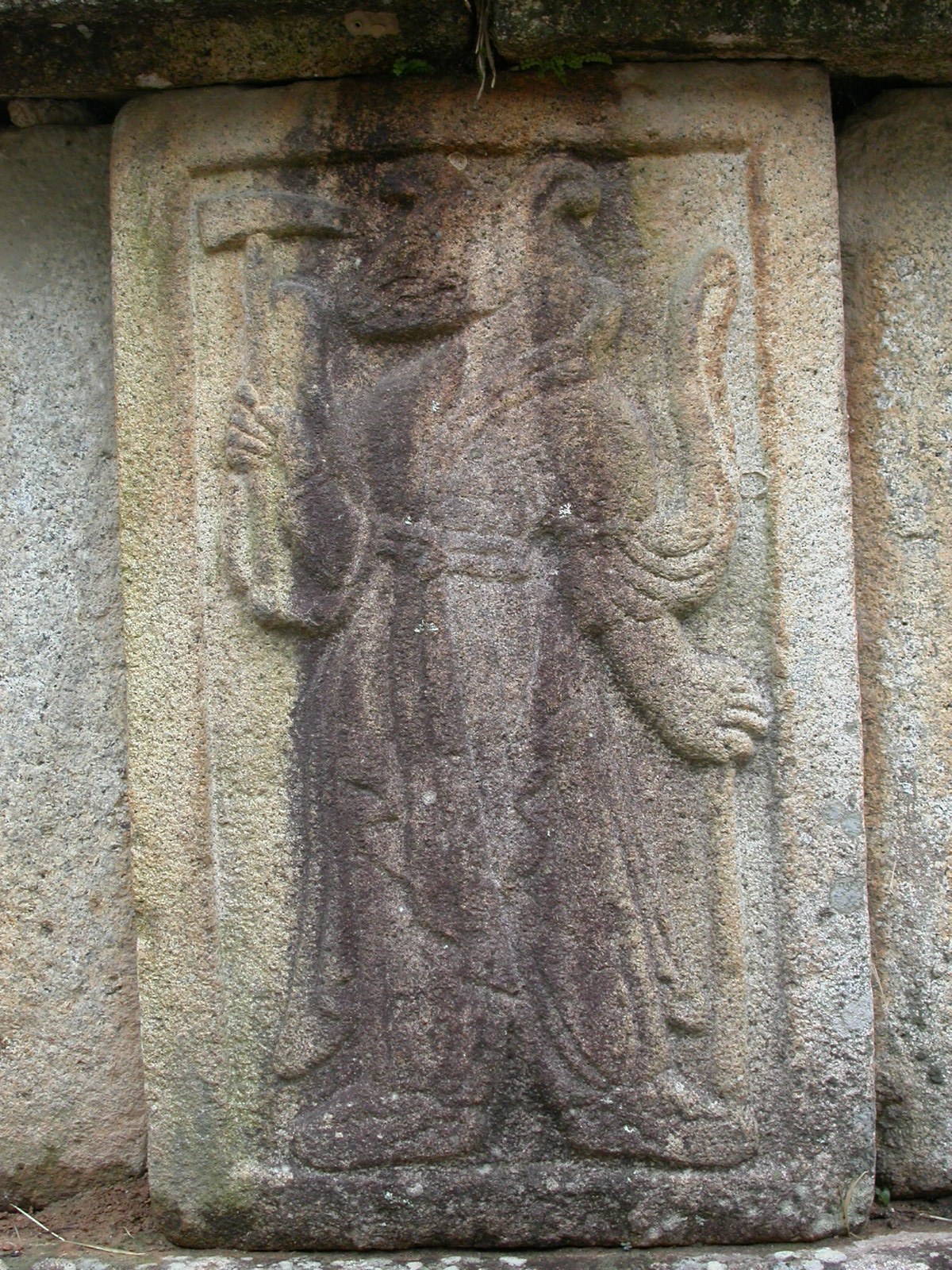
십이지신상 (개)
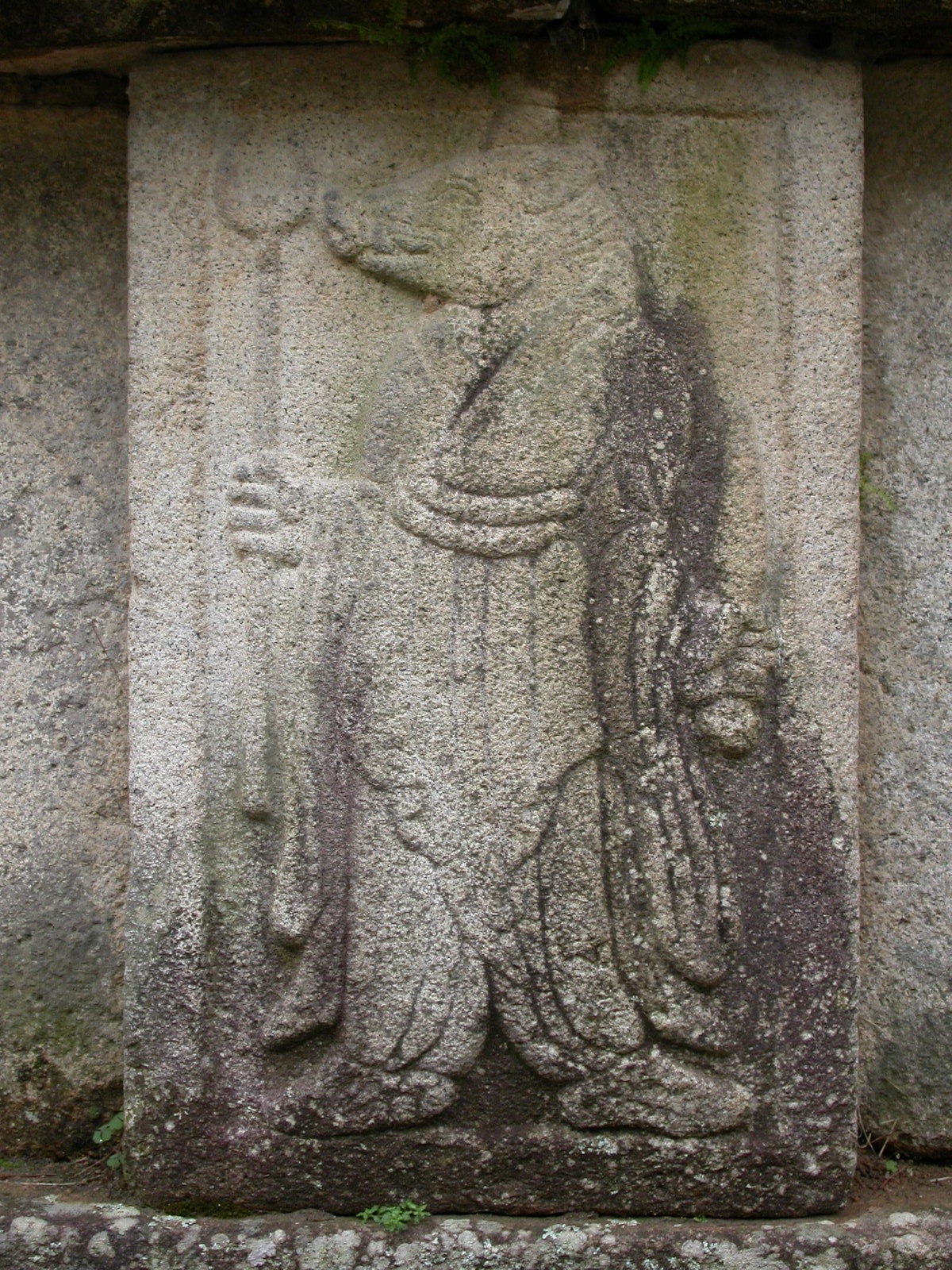
십이지신상 (돼지)

## 같이 보기
- 김유신
- 십이지신상

## 참고 자료
- 경주 김유신묘 - 국가유산청 국가유산포털

 위키미디어 공용에 경주 김유신묘 관련 미디어 분류가 있습니다.